# Sant'Andrea dei Vascellari
Sant'Andrea dei Vascellari, även benämnd Sant'Andrea de Scaphis, är en dekonsekrerad kyrkobyggnad i Rom, helgad åt aposteln Andreas. Kyrkan är belägen vid Via dei Vascellari i Rione Trastevere. ”Vascellari” syftar på de keramikhandlare som hade sina bodar i grannskapet. ”Scaphis” (latin scapha)  åsyftar de roddbåtar som hade sina förtöjningsplatser vid Tibern i närheten av kyrkan.

## Kyrkans historia
Den första kyrkan på denna plats konsekrerades år 821, då Paschalis I var påve. År 1574 upphävde Gregorius XIII kyrkans rätt som församlingskyrka och förlänade den åt korvhandlarnas skrå (Università dei mercanti dei salumi), som lät restaurera kyrkan. 1590 blev Sant'Andrea mötesplats för Det allraheligaste Sakramentets brödraskap, som även disponerade den närbelägna kyrkan Santa Cecilia. Detta brödraskap företog en renovering av kyrkan; den nuvarande fasaden stammar från denna tid.
Under 1700-talet tillföll kyrkan keramikhandlarnas skrå (Università dei vascellari). Då dessa näringsidkare inte hade något eget brödraskap, införlivade Det allraheligaste Sakramentets brödraskap namnen på keramikhandlarnas skyddspatroner i sitt namn och blev Confraternità del SS. Sacramento e dei SS. Andrea Apostolo e Maria Salome dei Vascellari. Skrået upplöstes 1801, medan brödraskapet förfogade över kyrkan till omkring 1940. Den italienske historikern Vincenzo Forcella betecknade dock redan 1878 kyrkan som förfallen. År 1941 dekonsekrerades kyrkan och omvandlades först till förrådsutrymme och senare till snickarverkstad. En del av inredningen och inventarierna har gått förlorade, medan en del bevaras i kyrkan Santa Cecilia; detta gäller golvbeläggningen i majolika, de sakrala inventarierna, altarmålningen, en inskription från år 1619, ett notställ från 1700-talet samt kyrkans klockor. Därtill finns i Santa Cecilia ett antependium med en framställning av de heliga Andreas, Cecilia och Valerianus.
Inskriptionen från år 1619 lyder:
I slutet av 1960-talet var byggnaden samlingslokal för en katolsk ungdomsorganisation. Därefter var den ånyo snickarverkstad. År 2010 blev byggnaden privatbostad. Sedan år 2015 utgör byggnaden ett konstgalleri och filial till det New York-baserade Gavin Brown's Enterprise.
I den forna kyrkans interiör återstår två kolonner med korintiska kapitäl där altaret stått samt två kolonner med doriska kapitäl på ömse sidor om ingången.

## Omnämningar i kyrkoförteckningar
| Katalog                      | År         | Benämning                        |
| ---------------------------- | ---------- | -------------------------------- |
| Catalogo di Cencio Camerario | 1192       | sco. Andree trans Tyberim        |
| Il Catalogo Parigino         | cirka 1230 | s. Andreas a Savo                |
| Il Catalogo di Torino        | cirka 1320 | Ecclesia sancti Andree de Clavis |
| Il Catalogo del Signorili    | cirka 1425 | sci. Andree de schiaffis         |

## Bilder
| - Porten. - Sant'Andrea dei Vascellari (nummer 1110 vid den röda pilen) på Giovanni Battista Nollis topografiska karta över Rom från år 1748. Fältet markerat i blått avser Tibern. - Sant'Andrea dei Vascellari på en karta från år 2016. |